# Aeroppia sculpturata
Aeroppia sculpturata är en kvalsterart som beskrevs av Sandór Mahunka 1985. Aeroppia sculpturata ingår i släktet Aeroppia och familjen Oppiidae. Inga underarter finns listade i Catalogue of Life.